# Achias stiva
Achias stiva är en tvåvingeart som beskrevs av Mcalpine 1994. Achias stiva ingår i släktet Achias och familjen bredmunsflugor.
Artens utbredningsområde är Irian Jaya. Inga underarter finns listade i Catalogue of Life.